# Femtrådet havkvabbe
Den femtrådede havkvabbe er en op til 30 centimeter lang benfisk i torskekvabbefamilien. Den er udbredt ved klippekyster på lavt vand fra Portugal til Nordnorge og Island. I Kattegat findes den især langs den svenske kyst.

## Udseende
Den femtrådede havkvabbe har i alt fem skægtråde, fire på snuden og en på hagen. De bliver brugt til at føle sig frem med på bunden. Kroppen er langstrakt, smidig og åleagtig. Den anden rygfinne og gatfinnen er lang og bræmmeformet. Krop og finner er kastanjebrune, og bugen er lys.

## Levevis
Den gyder om foråret, og lever af småfisk og tyndskallede krebsdyr.